# Рабство в Судане
Исторически в Судане существовала практика рабства, особенно она обострялась в ходе внутренних конфликтов и военных событий. В 2003 году в Дарфуре случился конфликт, в результате которого было заявлено о массовых нарушениях прав человека, включая информацию о рабстве и принудительных трудовых отношениях.
Международные организации, как Amnesty International и Human Rights Watch долгое время обсуждали рабство в Судане, и действовали для привлечения внимания общественности к этой проблеме. Государственные и международные усилия также включали в себя давление на суданские власти, для прекращения этих практик.
С 2000-х годов сообщения о случаях рабства уменьшились, но проблема и опасения о повсеместной практике рабского труда остались. Ситуация обусловлена конфликтами и нестабильностью в регионе.

## Борьба с рабством
Международное воздействие: Международные организации и сообщества призывали Судан к прекращению практик рабства, выражали обеспокоенность и вводили санкции.
- Социальные программы: внутри страны реализуются мероприятия для борьбы с бедностью, обеспечения образования и укрепления прав человека.
- Юридическая ответственность: ужесточение законодательства и наказаний за работорговлю являются важными шагами в борьбе с этим явлением.

## История
Рабство всегда было тесно связано с войнами, которые нередко происходили в долине Нила. Во время битв нубийцы захватывали египтян и увозили их в рабство. Египтяне же увозили в рабство ливийцев. После завоевания арабами Египта они начали завоевание Судана, где жили нубийцы. Судан оказался сильнее и уводил арабов в рабство. Нубийцы торговали людьми и взамен получали зерно.
Арабы завоевали Судан в 1504 году. Потом они начали использовать суданских рабов в армии царя Бади III (годы правления 1692—1711). Затем арабы двинулись на Южный Судан и использовали южносуданских рабов в армии царя. Попытки запретить рабство были позже предприняты властями Англии в 1899 году после завоевания Южного Судана.
Британский путешественник Сэмюэл Бейкер посетил Хартум в 1862 году, за 30 лет до запрета рабства. Он описал набег на деревни так: группа находит африканскую деревню, окружает её ночью и к рассвету атакует: поджигает хижины и расстреливает жителей.
По словам Дугласа Х. Джонсона, в конце 19 века две трети населения Хартума были рабами.
В 1983 году, во время Второй гражданской войны, рабство в Судане возродилось. Страна поделена на несколько больших провинций «лордами», которые ведут борьбу за корону. Народы динка, нуэр и шиллук были захвачены арабами, живущими в Судане. Известны как писатели раб и рабыня Фрэнсис Бок и Менде Назер. — По предварительным данным, рабство практически закончилось в 2002 году. Но по данным 2005 года, неизвестное число рабов всё равно остаётся в неволе. По данным 2015 года, рабство не закончилось.

## Смотреть также
- Рабство в современной Африке
- Рабство в Мавритании